# Никодим Костромски
Архиепископ Никодим Костромски (рођ, Николај Васиљевич Кротков; 29. новембар 1868, село Погрешино, Нерехтински округ, Костромска губернија — 21. август 1938, Јарослављ) — епископ Руске православне цркве, архиепископ костромски и галички.
Канонизован за светитеља Руске православне цркве у августу 2000. године.

## Биографија
Рођен 29. новембра 1868. године у селу Погрешино Нерехтинског округа Костромске губерније (данас Ивановска област) у породици ђакона.
Завршио је Костромску нижу богословију (1883) и Костромску богословију (1889).
Од 1889. био је учитељ у парохијској школи у селу Олеш Галичког округа Костромске губерније.
Године 1890. био је ожењен Аполинаријом Андрејевном Успенском. Од 25. фебруара је свештеник у Петропавловској цркви и законоучитељ у народној школи у селу Тезино Кинешмског округа Костромске губерније. Поукама је започео духовна читања у цркви, пре којих је обично служио акатист.
Године 1892, након смрти ћерке и жене, ступио је на Кијевску богословску академију.
13. августа 1899. године примио је монашки постриг и дао своје име у част праведног Никодима. Узведен је у чин јерођакона и јеромонаха.
Године 1900. дипломирао је на Кијевској богословској академији као кандидат за богословље.
Од 1900. - домар Владикавказске богословске школе, члан епархијског школског савета.
Године 1902. постављен је за вршиоца дужности инспектора Кутаиске богословије са чином игумана.
8. јануара 1903. године уздигнут је у чин архимандрита и постављен за ректора Ардонске богословије. Својим средствима подигао је у њој кућну цркву. Председник Ардонског огранка Владикавказског епархијског школског савета.
Од 1905. - ректор Псковске богословије, председник Псковског епархијског школског савета.
11. новембра 1907. посвећен је за епископа акерманског, другог (од 1909. првог) викара Кишињевске епархије. Освећење су извршили епископ кишињевски Владимир (Сенковски), бивши епископ акермански Аркадије (Филонов) и новомиргородски Сергије (Петров) и каневски Инокентије (Јастребов).
Од 16. новембра 1911. године - Епископ Чигирински, други викар Кијевске епархије, настојатељ Михољског Златокуполног манастира, члан епархијског школског савета, заменик председника Кијевског одељења Царског православног палестинског друштва. Од 1914. председник братства Светог Владимира, а од 1915. председник Кијевског свештенства за добротворне сврхе избеглица. У мају 1916. године са поклонима за војна лица је отишао на Југозападни фронт.
Одликован орденом Свете Ане 2. (1905) и 1. степена (1913), Светог Владимира 3. (1910) и 2. степена (1916).
У фебруару 1917, заједно са кијевским свештенством, обратио се цару са захтевом да распусти Државну думу. После Фебруарске револуције протеран је у Саратов, али је на хитан захтев световних и црквених поглавара у Кијеву, три месеца касније враћен на пређашње место.
Године 1917. био је иницијатор стварања Савета уједињених парохија и Братства парохијских савета, најближи помоћник митрополита кијевског Владимира (Епифанија). Дошао у сукоб са присталицама украјинске аутокефалности. После смрти митрополита Владимира, активно је промовисао избор на место митрополита кијевско-галичког Антонија (Храповицког), такође снажног противника аутокефалиста. На крају свог живота дефинисао је своју позицију током грађанског рата: „Залагао сам се за јединствену недељиву Цркву и Отаџбину, без обзира на то какву моћ би она имала”.
После трагичне смрти митрополита Владимира (Богојављењског) у јануару - мају 1918. године управљао је Кијевском епархијом.
1918. године члан Помесног Сабора Руске Православне Цркве, као намесник митрополита Антонија (Храповицког), учествовао је на 3. заседању.
Године 1918. ухапсили су га власти Директоријума Украјинске Народне Републике и провео је девет месеци у заточеништву: прво у Галицији, затим у Пољској – заједно са митрополитом Антонијем (Храповицким) и архиепископом Евлогијем (Георгијевским), августа 1919. вратио у Кијев, у децембру се преселио на Крим. Од 1920. - председник Одбора за избеглице свештенства при Привременој вишој црквеној управи (ВВТсУ).
31. августа 1920. указом Сверуске високошколске установе постављен је за управника делова Кубанске и Црноморске епархије ослобођених од бољшевика.
У септембру 1921. архиепископ кримски Димитрије (Абашидзе) је пензионисан. Указом патријарха Тихона од 23. августа 1921. године, Никодим је постао администратор Тавријске епархије са уздизањем у чин архиепископа симферопољског и тавријског.
Године 1922. ухапшен је под оптужбом да се опирао одузимању црквених драгоцености и организовању илегалних скупова, осуђен на осам година затвора уз строгу изолацију и затворен у затвор у Нижњем Новгороду. Разболео се од тифуса и пуштен је под амнестију 1923. преселио се у Москву, намеравајући да се врати на Крим. Више пута именован за члана Светог синода
Саслуживао је са патријархом Тихоном у Донском манастиру и дописивао се са својом кримском паством.
Симферопољски ОГПУ је 17. новембра 1923. послао поруку Лубјанки: „У блиској будућности, Никодим планира да дође у Симферопољ, а самим тим, у интересу развоја црквено-обновитељског покрета на Криму и слабљења активности Црних стотина. реакционарних црквењака, тражимо од вас да предузмете мере да се отклони могућност да се Никодим врати на Крим”.
14. јануара 1924. поново је ухапшен и депортован у Туркестанску област (Красноводск) на две године. Године 1926. ослобођен је изгнанства и служио је у московској цркви Животворне Тројице на Капљици. Убрзо је поново ухапшен и прогнан на три године у Туркестан, прво у Кунград, Кзил-Орду, затим у Турткул. По изласку из избеглиштва 1929. одузето му је право боравка у великим градовима и у Украјини. Настанио се у Вичуги (у некадашњем селу Тежино, где је и започео свој свештенички пут).

## Епископ Костромски
Од 10. јула 1932. - архиепископ костромски и галички.
Окупљао је око себе свештенство које је прошло кроз затвор и прогонство и остало верно православљу. Желећи да реши кадровски проблем, пружио је помоћ у проналажењу посла за свештенослужитеље који су се вратили из избеглиштва, шаљући их у сеоске парохије епархије. Основао је касу узајамне помоћи, којом је руководио настојатељ костромских цркава протојереј Павле Острошки. На позив епископа, у Кострому су у новембру 1933. године дошли епископ Макарије (Кармазин), који је припадао онима који се не сећају митрополита Сергија (Страгородског), и професор Н.И.Серебрјански.

## Коначно хапшење и мучеништво
У ноћи 4. децембра 1936. године ухапшен је због клевете свог секретара и осуђен на прогонство у Краснојарску територију у трајању од 5 година. Из здравствених разлога остављен је у затвору, где је поново оптужен за припремање устанка против совјетске власти. На испитивањима је наводно признао да је шпијунирао за Румунију и Пољску. Преминуо је 21. августа 1938. у јарославској затворској болници.

## Канонизација
Канонизован у Костромској епархији 1995. године као локално поштовани светац. Поштовани од верника у Сабору костромских светаца.
Канонизован као Свети новомученик и исповедник Руски на Јубиларном Архијерејском Сабору Руске Православне Цркве у августу 2000. године за општецрквено поштовање.

## Дела
- Презвитер Јерусалимски Исихије „Подвижништво” и његов карактер // ИР НБУВ. Ф. 304. Д. 1646;
- Идите у рат као да одговарате на позив Божији // РГИА. Ф. 796. Оп. 204. Депт. 1. чл. 1. Д. 176. Л. 16 томова;
- Опроштајна беседа // Централна изборна комисија ФСБ. Д. Р-31086. Л. 65;
- Говор уочи отварања Државне думе // Псковски епархијски гласник. 1906. - бр. 10
- Говор богословима // Псковски епархијски гласник. 1906. - бр. 12;
- Опроштајни говор пастви // Псковски епархијски гласник. 1907. - бр. 21;
- Реч при именовању епископа // Кишињевски епархијски гласник. 1907. - бр. 46;
- Поздравна реч Његовом Преосвештенству Серафиму по уласку у саборни храм // Кишињевски епархијски гласник. 1908. - бр. 45;
- Сврха и смисао живота са хришћанске тачке гледишта // Кишињевски епархијски гласник. 1911. - бр. 10. - П. 422;
- Писмо Костроми // Костромски епархијски гласник. 1914. - бр. 14. - П. 330;
- Говор цару Николају ИИ // Кијевски епархијски вестник. 1915. - бр. 5;
- Из Савета Кијевске Епархије Св. Владимирско братство // Кијевски епархијски гласник. 1917. - бр. 9, 13;
- Беседа на епархијском сабору свештенства и мирјана // Вечерњи лист. 1917. - бр. 1385;
- Беседа на 40. дан по смрти // Венац на гроб Његовог Високопреосвештенства Митрополита. Владимир – К., 1918.